# Pisa (ceràmica)
|  | Per a altres significats, vegeu «pisa (desambiguació)». |

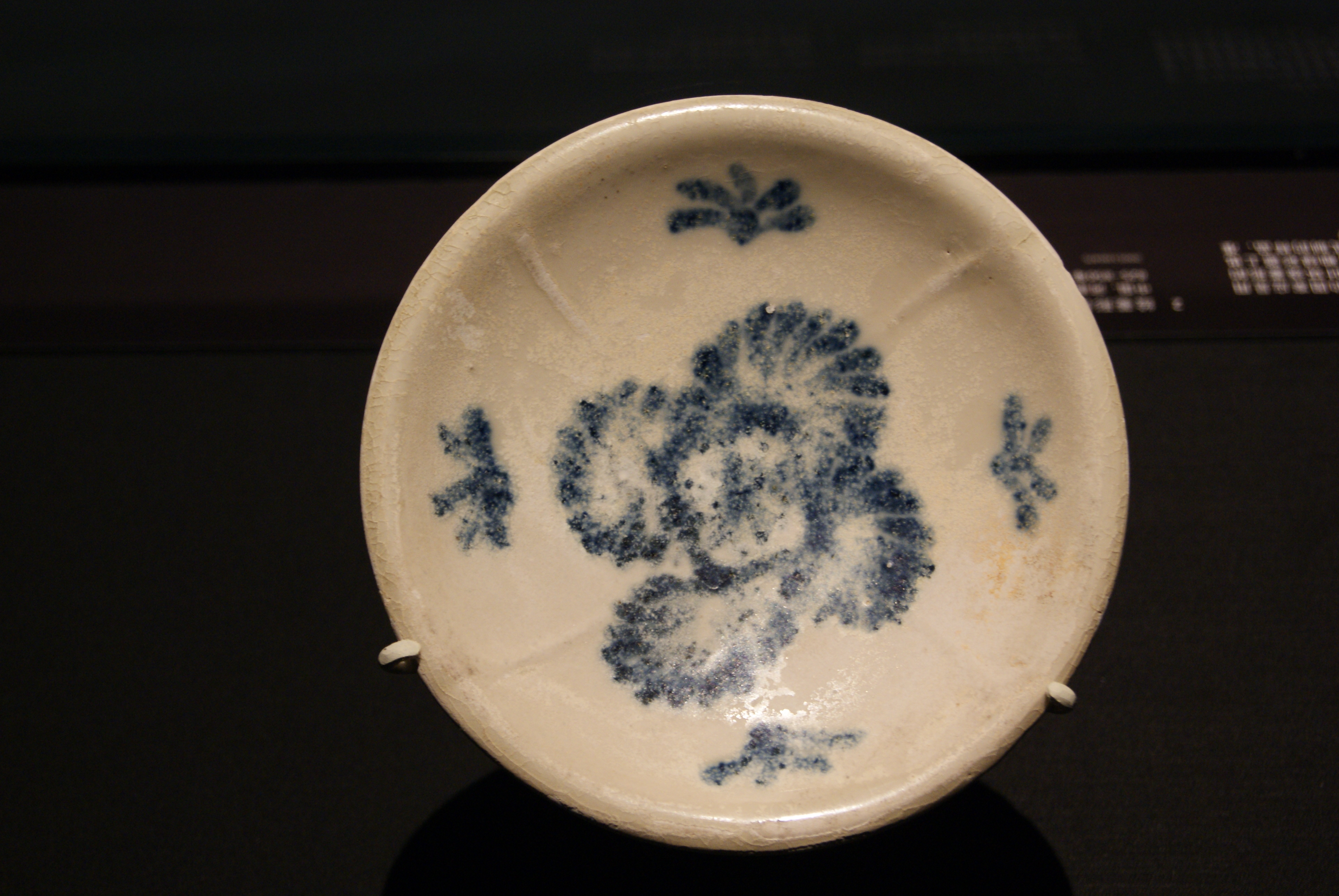
Bol de pisa de l'Extrem Orient

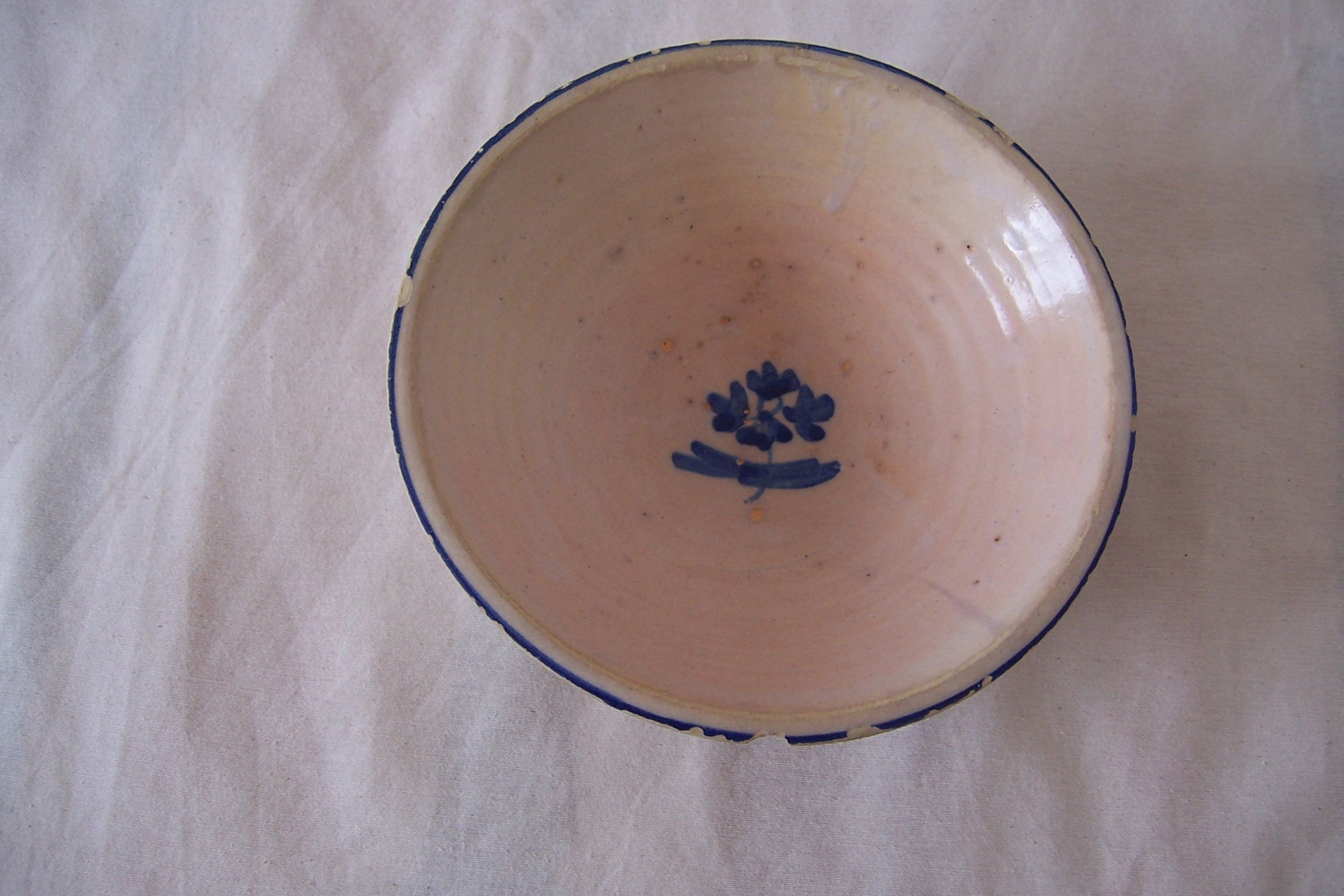
Bol fang ceràmica popular lou

S'anomena pisa la terracota esmaltada o envernissada, de pasta fina, porosa, absorbent i opaca. Aquesta pasta està composta de diversos tipus d'argila blanca, barrejada amb terres silícies calcinades. Segons sigui la classe d'argila, així adquirirà el color després de cuita, que pot ser groc, vermell, marró o negre.
L'impermeabilitzat de la pisa s'aconsegueix amb un vernís fluid que conté sílice, mini, blanc de plom i galena, tot això molt en aigua abans de la seva cocció. Aconsegueix una gran duresa i resistència. És molt útil per als objectes domèstics.
L'ús popular del terme pisa s'aplica o refereix a la majoria dels objectes que conformen la vaixella domèstica, el material originari de la qual és el fang cuit. Poden distingir-se'n dos tipus genèrics: la pisa monocroma (en general blanca), i la pisa decorada.
Partint del seu origen terrissaire i al llarg de la història dels procediments ceràmics, la pisa ha anat donant nom a diferents tècniques artístiques i procediments decoratius: pisa verda i morada, pisa daurada, pisa de corda seca, pisa pintada amb paleta de gran foc, pisa pintada amb paleta de petit foc i pisa fina.

## Definicions
En un diccionari especialitzat, s'anomena pisa les peces de terrisseria de diferents tipus de fang i argila sotmesos a un procés d'esmaltat o vernís i a una cocció entre mil i mil tres-cents graus centígrads. La pasta blanca resultant ha de ser fina, porosa, absorbent i opaca.
Una altra definició tècnica, ja al segle xxi, descriu la pisa com a material porós cuit a baixa temperatura i vidriat, indicant que és un terme aplicat a la ceràmica de l'aixovar domèstic.

## Història
Amb més o menys variants, aquesta és una ceràmica coneguda en les cultures de l'antiguitat. A la península Ibèrica va ser famosa la terrisseria nazarí de Màlaga. Era una tècnica importada de l'Orient al segle x.
L'any 1310, els artífexs moriscos la van portar a Manises i a Paterna.
La pisa moderna data del segle xvii, a Anglaterra. Els millors ceramistes de pisa van ser John Dwight, John Astbury i Josiah Wegdwood, el més important. Va ser exportada a tot Europa, però Anglaterra continua estant al capdavant en la seva elaboració.
En 1727, el Comte d'Aranda funda la Reial Fàbrica de Pisa de l'Alcora. Aquesta manufactura va arribar a tenir tal perfecció que es va fer famosa arreu del món, sent molt demanada sobretot per l'aristocràcia europea.

## Composició
La pisa, com tot material d'origen ceràmic, es compon a partir de:
- Fang argilós (silicat d'alúmina) que serveix d'aglutinant plàstic.
- Sílice cristal·lina (sorra quarsosa), el desgreixant, que donarà a la pasta el grau de plasticitat convenient.
- Els elements fundents, que durant la cocció afavoreixen la formació d'un "ciment vitri" que aconsegueix la cohesió dels minerals d'aquesta pasta ceràmica. El fundent primordial és el feldespat.

Resumint el que s'ha dit, la pasta per a pisa està composta de diverses argiles blanques barrejades amb terres silícies calcinades. Segons sigui la classe d'argila així resultarà el color després de cuita, que pot ser groc, vermell, marró o negre.
L'impermeabilitzat de la pisa s'aconsegueix amb un vernís fluid que conté sílice, mini, blanc de plom i galena, tot això molt en aigua abans de la seva cocció. Aconsegueix una gran duresa i resistència, cosa que la fa molt indicada per a la vaixella domèstica.

## La pisa decorada a l'estat espanyol
La pisa decorada va arribar a la península Ibèrica amb els artesans del califat de Còrdova. En els regnes cristians posteriors, les seves tècniques i el seu ús domèstic no es documenten fins a la segona meitat del segle xiii, després de la conquesta del territori musulmà i la deportació dels seus terrissaires a les zones repoblades.
A grans trets, es pot parlar de diferents influències estilístiques. En l'edat mitjana, la musulmana amb reminiscències de la porcellana xinesa, en els segles xvi i xvii la majòlica italiana, portada a la cort espanyola per ceramistes lígurs, l'autèntica porcellana xinesa que arribava amb el galió de Manila o per Portugal, i ja en el XVIII les refinades pises franceses com a equipatge cultural dels viatgers il·lustrats i de la mateixa Il·lustració espanyola que tenen la seva màxima esplendor amb la creació en 1727 de la Reial Fàbrica de Pisa de l'Alcora; finalment, les pises mecanitzades burgeses impreses d'estil.

## Tipus de pisa
- Pisa verda i morada, també coneguda com a verd i manganès i pisa d'Elvira, originada al segle ix a Mesopotàmia i desenvolupada en la península Ibèrica durant el califat.
- Pisa daurada, més refinada i luxosa, encara que amb el mateix origen i desenvolupament que la verdimorada, a la qual va succeir cronohistòricament.
- Pisa de corda seca, una altra de les tècniques característiques de la ceràmica andalusina,[5] encara desenvolupada en tota la seva plenitud en l'època dels reis Catòlics, barrejant l'influx musulmà amb el goticorenaixentista.[Nota 2]

Tipos de loza
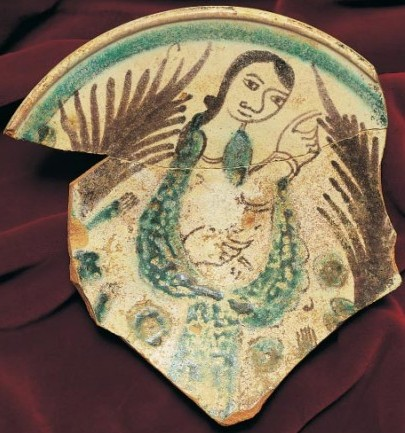
Pisa verda i morada (tallador mudèjar del segle XIV)
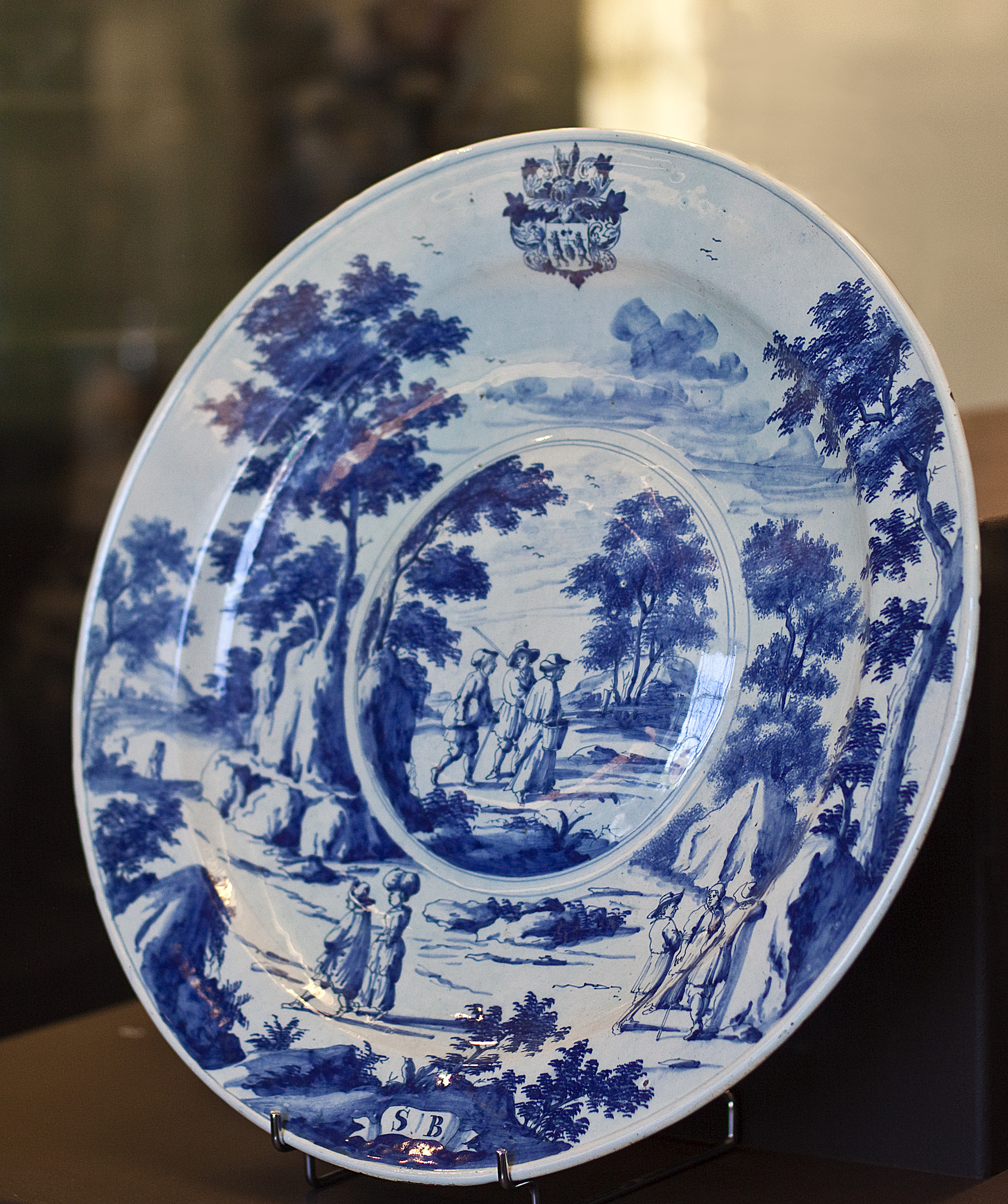
Majòlica (paleta de gran foc) de Delft (1675-1725)
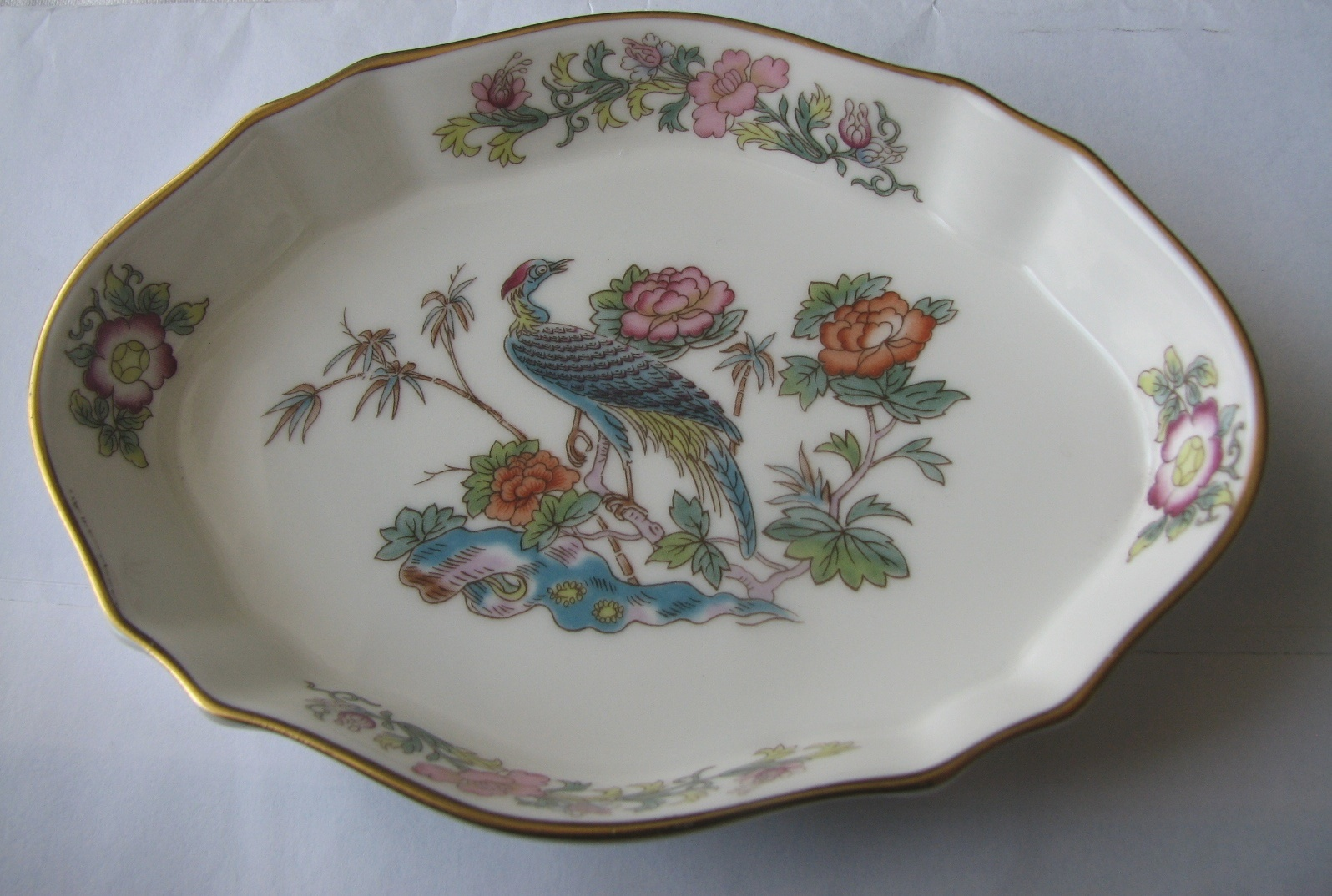
Font de pisa fina Wedgwood.[Nota 3] Segle XIX

- Pisa pintada amb paleta de gran foc, definició tècnica de la majòlica italiana renaixentista que es va difondre per Europa a partir del segle xvi,[Nota 4] i que a l'estat espanyol es va desenvolupar al llarg dels segles xvii i XVIII, en les terrisseries de Talavera de la Reina,[Nota 5] El Puente del Arzobispo (Toledo), Catalunya i Terol.[Nota 6] Per la seva banda, la pisa de l'Alcora, desenvolupada a partir de 1727, a imitació de la francesa, va usar també la tècnica ornamental de la paleta de gran foc, tot i que en molts casos les peces semblen decorades amb la paleta de petit foc, donada la seva major riquesa de colorit.
- Pisa pintada amb paleta de petit foc difosa per Europa durant el segle xviii, especialment en centres francesos d'Estrasburg, Marsella i Sceaux, imitant la decoració de la porcellana.[Nota 7] A l'estat espanyol va tenir escàs arrelament i difusió.[6]
- Pisa fina o terra de pipa s'anomena un dels processos revolucionaris dels ceramistes anglesos del segle xviii.[7] A l'estat espanyol, les produccions més importants es van realitzar a la Reial Fàbrica de Pisa de l'Alcora (Castelló), la Reial Fàbrica de la Moncloa (Madrid), Cartagena (Múrcia),[Nota 8] Manises (València), Sargadelos (Lugo), Sevilla,[Nota 9] i Valdemorillo (Madrid).[Nota 10] Altres focus productors de pisa fina dignes de menció van ser: Gijón, Oviedo, Busturia i Pasaia, a la cornisa nord espanyola.[8]

Al segle xix, Francisco de Paula Mellado diferenciava els tipus de pisa fina o anglesa, segons la seva composició: pisa fina calcària, pisa fina feldespàtica, cream colour (pisa de color crema o creamware).

## Galeria

Plats i fonts de pisa
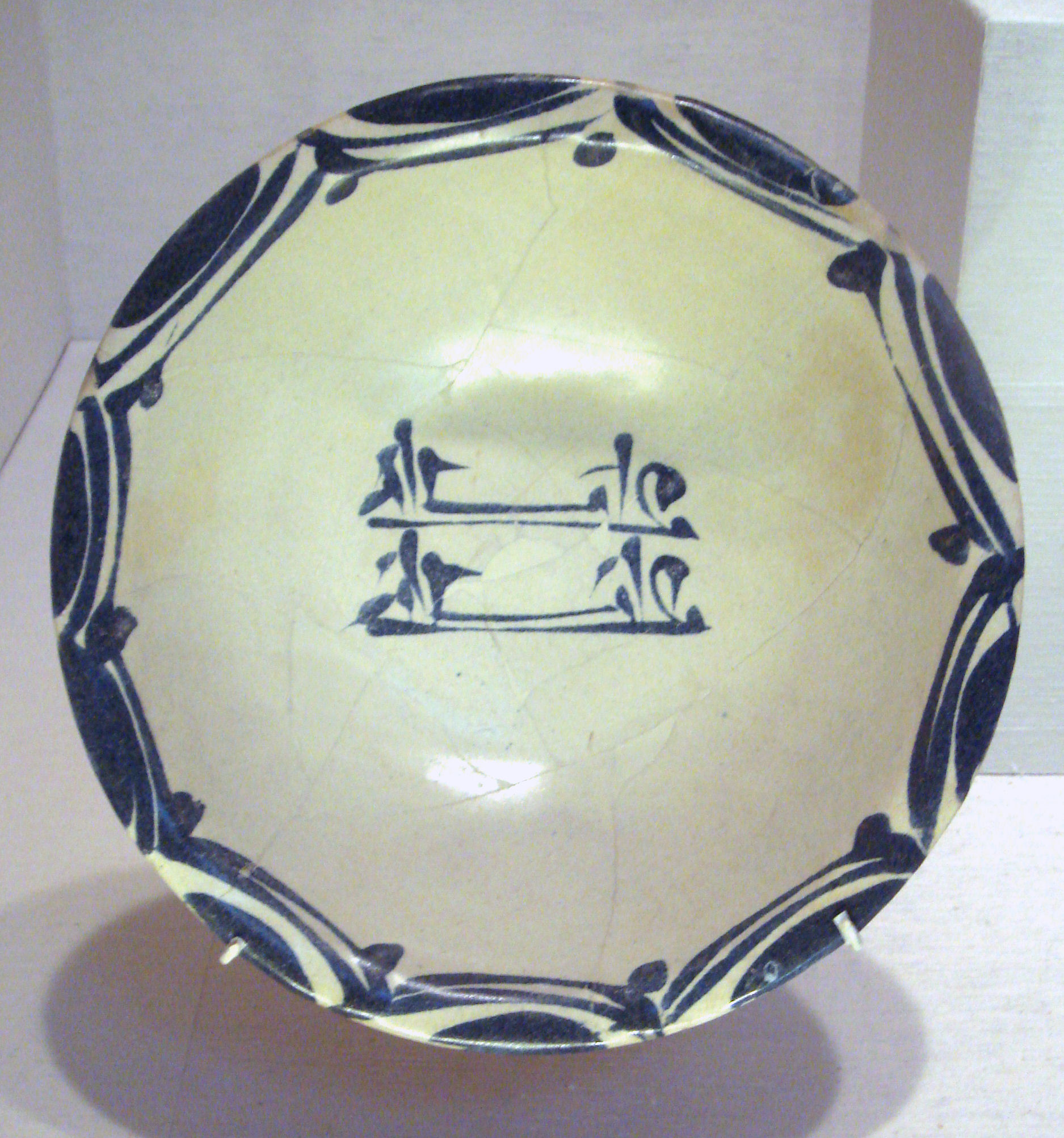
Pisa abbàssida del segle ix
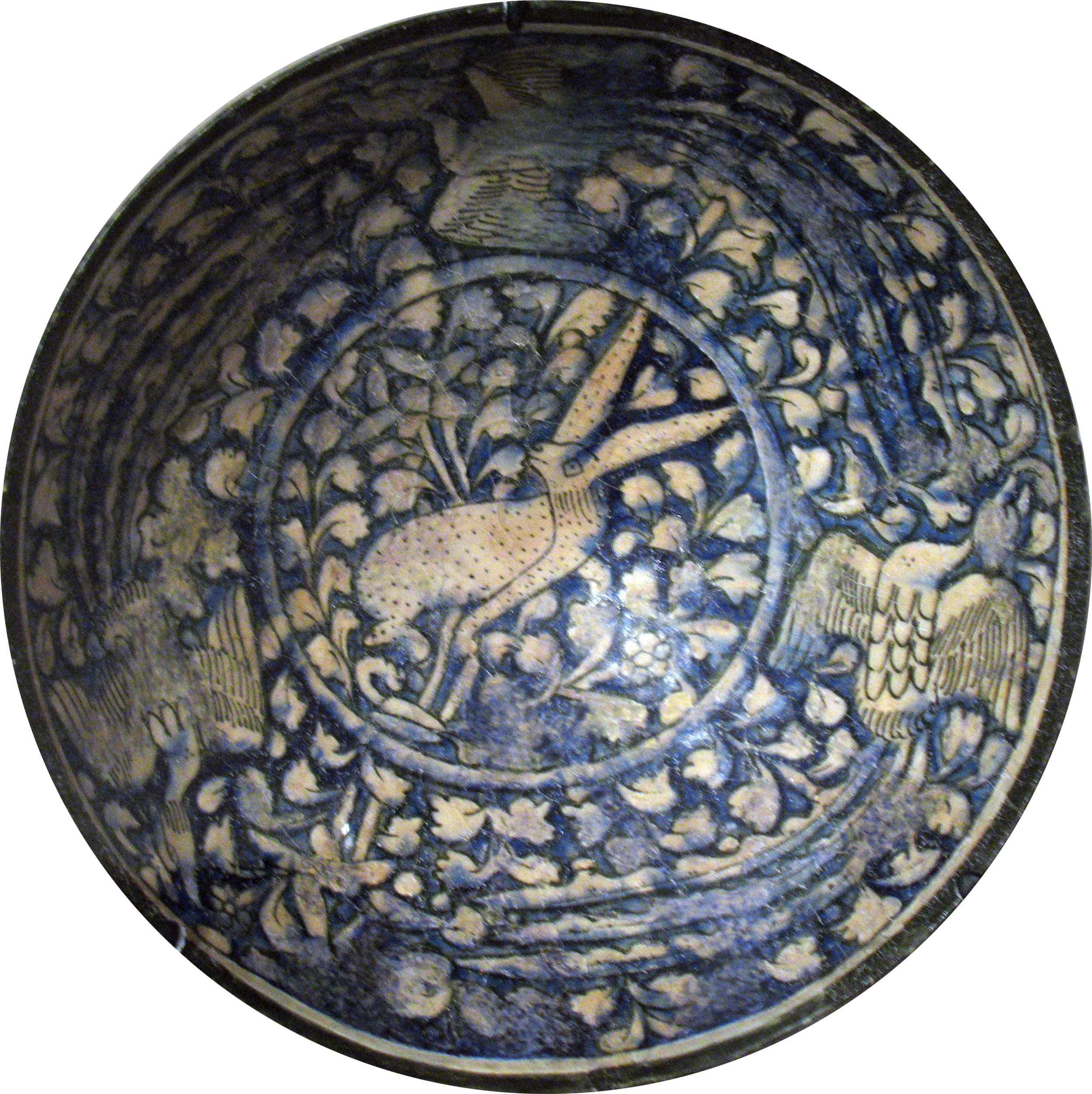
Pisa persa del segle XIV
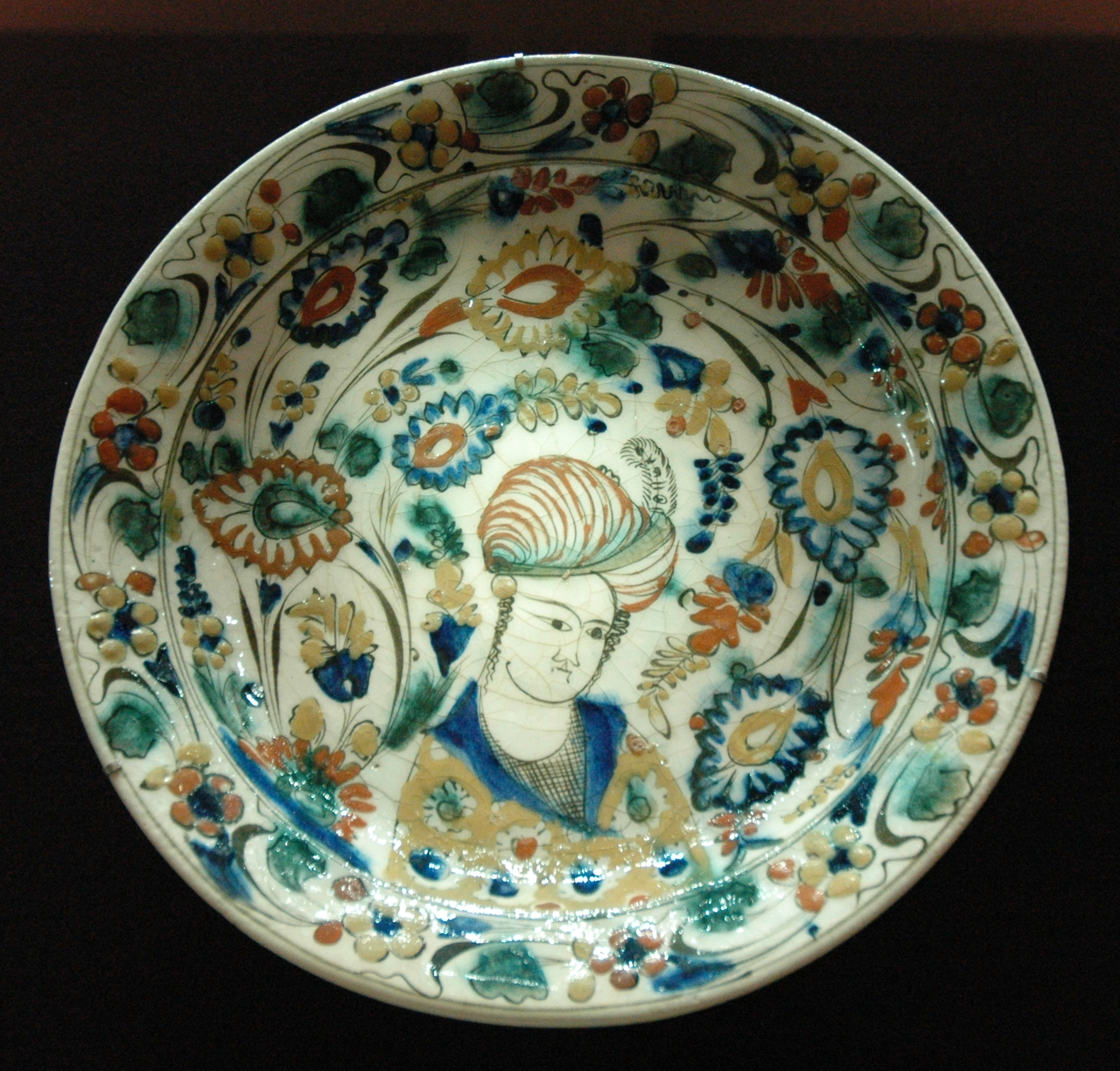
Pisa iraniana del segle XVII
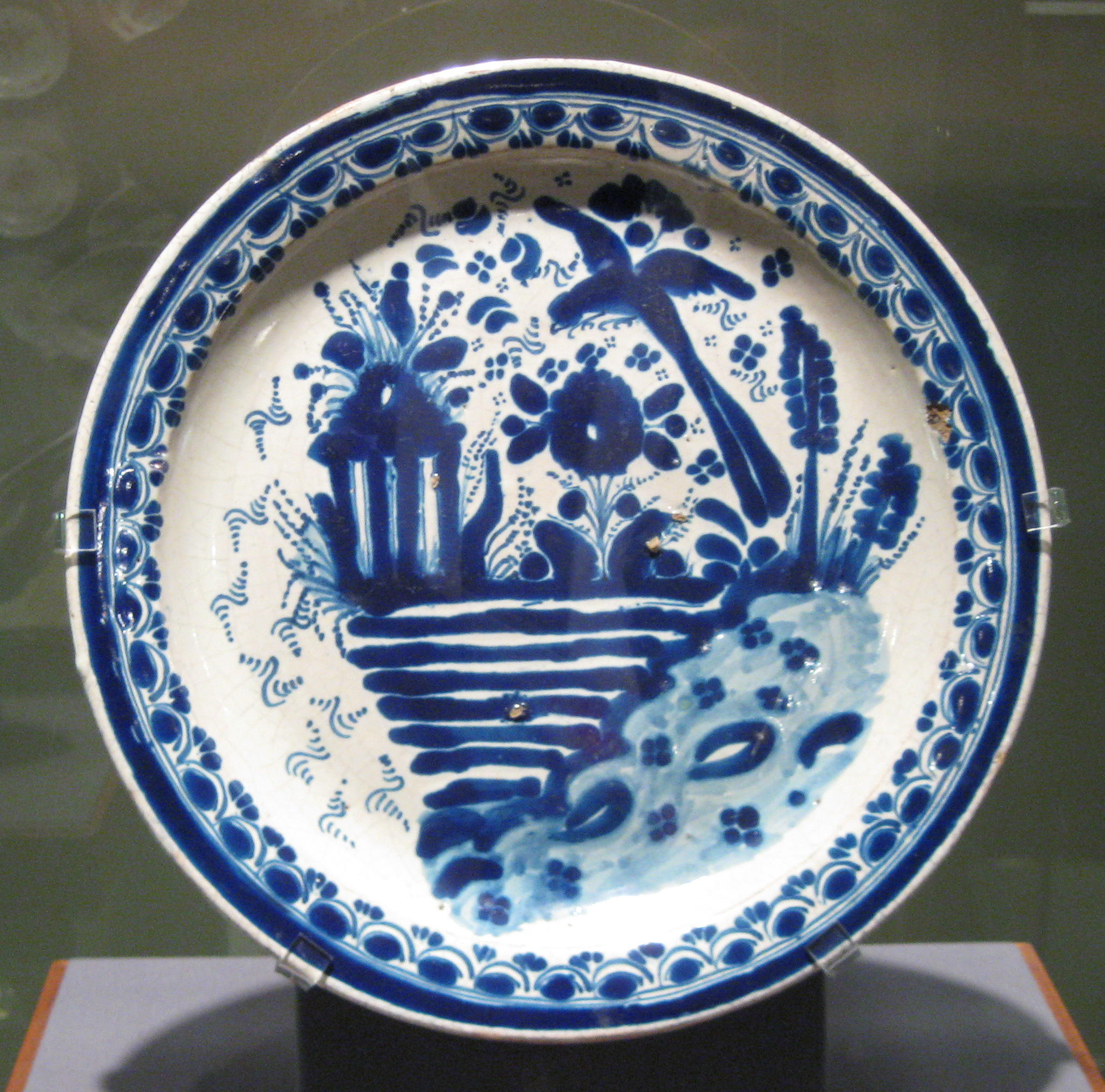
Pisa mexicana del segle XVIII